# Ніколи в житті! (роман)
Ніколи в житті! (пол. Nigdy w życiu!) – роман Катажини Грохоли 2001 року. Перша книга серії «Жаби та ангели».
Книга мала комерційний успіх — її було продано понад 750 000 примірників   і була перекладена болгарською, чеською, литовською, македонською, російською, українською, угорською, в'єтнамською та італійською мовами . У 2001 році роман був нагороджений Ace of Empik, а в 2004 році відбулася прем'єра його екранізації під такою ж назвою.
Українське видання вібулось у 2008 році у видавництві "Наш час".

## Зміст
«Ніколи в житті» — роман про пані Юдіту, котру покинув чоловік, залишивши колишню дружину з донькою, забравши собі квартиру. У доньки складний характер, і матері треба вчитися знаходити з нею спільну мову. А також влаштовувати своє життя далі. Чоловік дав їй грошей, на які можна збудувати будинок у селі. У романі проглядається деяка автобіографічність. Юдіта працює в жіночому журналі, де веде рубрику порад для читачок і була знайома зі статистикою розлучень, але ніяк не думала, що таке станеться саме з нею.Книга сповнена гумору, незважаючи на трагічність ситуації, що склалася. Юдіта – сильна жінка. У романі багато колких фраз на адресу чоловіків.